# Sadako Kujō
Sadako Kujō (jap. 九条 節子 Kujō Sadako; ur. 25 czerwca 1884, zm. 17 maja 1951) – księżna Sadako Kujō, cesarzowa Teimei, cesarzowa Japonii, żona cesarza Taishō.

## Życiorys
Sadako Kujō pochodziła z arystokratycznego rodu japońskiego Fujiwara. Była córką księcia Michitaka Kujō. 25 maja 1900 w wieku 16 lat poślubiła 21-letniego następcę tronu Yoshihito, rodząc mu rok później syna, przyszłego cesarza Hirohito. Miała z nim potem jeszcze trójkę dzieci: księcia Yasuhito (1902–1953), księcia Nobuhito (1905–1987) i księcia Takahito (1915–2016). 
W 1912 roku, po śmierci cesarza Meiji, odbyła się ceremonia ich intronizacji. W tym samym roku została honorową przewodniczącą Japońskiego Czerwonego Krzyża. Oficjalnie sprawowała urząd cesarzowej do śmierci męża w 1926 roku, kiedy cesarzem został jej syn, Hirohito. Po śmierci męża otrzymała tytuły cesarzowej wdowy i cesarzowej Teimei. W 1939 roku otwarcie zaprotestowała przeciwko udziałowi Japonii w II wojnie światowej, co doprowadziło do konfliktu z synem. 
Zmarła 17 maja 1951 w pałacu Ōmiya w Tokio w wieku 66 lat. Została pochowana obok męża w Cesarskim Mauzoleum Musashino w Tokio.

## Odznaczenia (lista niepełna)
- Wielka Wstęga Orderu Skarbu Korony